# بده من بده من بده من (مجموعه تلویزیونی)
بده من بده من بده من (انگلیسی: Gimme Gimme Gimme) نام یک مجموعهٔ تلویزیونی بریتانیایی و محصول شبکهٔ بی‌بی‌سی است.